# Xuân Diệu
Œuvres principales
Thơ thơ,
Gửi hương cho gió
Ngô Xuân Diệu (2 février 1916 - 18 décembre 1985) est un poète, journaliste, nouvelliste et critique littéraire vietnamien, surtout connu comme l'une des figures marquantes du Mouvement Thơ mới (Nouvelle poésie) du XXe siècle. Salué par les critiques comme "le plus récent des nouveaux poètes", Xuân Diệu a connu la popularité avec le recueil Thơ thơ (1938), qui témoigne d'une voix distincte influencée par la littérature occidentale, notamment le symbolisme français. Il fut l'un des premiers à employer des procédés poétiques occidentaux comme l'enjambement dans la poésie vietnamienne, tout en adhérant occasionnellement à des formes traditionnelles comme le lục bát. Entre 1936 et 1944, sa poésie se caractérise par un désespoir d'amour, juxtaposé à un désir de vivre et d'expérimenter la beauté du monde. 
Après avoir rejoint le Parti communiste vietnamien en 1945, les thèmes de ses œuvres se sont orientés vers le parti et sa résistance contre les français et les américains. À sa mort en 1985, il a laissé derrière lui environ 450 poèmes, ainsi que plusieurs nouvelles, essais et critiques littéraires.

### Entrée dans la littérature
En 1936, Xuân Diệu est inscrit au lycée Khải Định de Huế, où il rencontre le jeune poète Huy Cận et obtient son baccalauréat en 1937. Il part ensuite pour Hanoï, où il étudie le droit et rejoint le Groupe littéraire de ses propres forces (Tự lực văn đoàn), composée essentiellement de jeunes écrivains vietnamiens ayant étudié sous le système éducatif colonial et rompus à la littérature vietnamienne et occidentale. Il est arrivé tardivement dans le groupe, qui s'était alors imposé comme une puissante plate-forme pour les intellectuels vietnamiens, publiant des romans d'amour qui divertissaient la foule aux côtés d'œuvres satiriques qui fustigeaient à la fois la société contemporaine et l'administration française. Parmi ses pairs du groupe se trouvait Thế Lữ, dont la poésie fantastique et les nouvelles d'horreur étaient inspirées par le romantisme français et Edgar Allan Poe. Selon les critiques littéraires Hoài Thanh et Hoài Chân, Xuân Diệu a emprunté la même inspiration au romantisme, mais il a "brûlé le décor utopique et ramené le public dans le monde réel". Ils ont reconnu l'influence de Charles Baudelaire sur Xuân Diệu, comparé certains aspects de sa poésie à Anna de Noailles et André Gide, et l'ont jugé comme le sommet de la poésie vietnamienne d'influence française,.

### Première guerre d'Indochine
Entre 1938 et 1940, Xuân Diệu vivait avec le poète et prétendu partenaire Huy Cận au 40 rue Hàng Than à Hanoi Après l'entrée du Japon dans l'Indochine française en septembre 1940, de nombreux membres du groupe littéraire de Xuân Diệu ont commencé à se consacrer entièrement à la politique, y compris le fondateur Nhất Linh. Vers la fin de l'année, Xuân Diệu partit pour Mỹ Tho et travailla comme fonctionnaire. Certains des membres restants, dont Khái Hưng, Hoàng Đạo et Nguyen Gia Tri, furent arrêtés par les Français et emprisonnés dans la lointaine prison de Sơn La, marquant le début de la disparition du groupe. Lorsque Xuân Diệu revint à Hanoï en 1942, la plupart des écrivains avec lesquels il avait travaillé s'étaient éloignés ou envisageaient de rejoindre la résistance anticoloniale dirigée par Hô Chi Minh. Il fit de l'écriture une carrière à plein temps pendant deux ans, avant de rejoindre les révolutionnaires au Việt Bắc en 1944. Au lieu de combattre sur le front, Xuân Diệu est resté à l'arrière pour écrire afin de soutenir le mouvement d'indépendance. 

### Entre-deux-guerres
Après la victoire du Việt Minh en 1954, Xuân Diệu retourna à Hanoi et publia à la fois comme poète et comme journaliste. En 1956, il épouse la réalisatrice Bạch Diệp, alors âgée de 27 ans, mais la relation n'est pas consommée et le couple se sépare rapidement. Alors que Bạch Diệp se remarie plus tard avec un autre homme, Xuân Diệu vit seul dans un appartement situé juste au-dessus de la maison de Huy Cận, qui est désormais marié à la sœur cadette de Xuân Diệu, Ngô Xuân Như.
Entre 1955 et juin 1958, Xuân Diệu est mêlé à la célèbre affaire Nhân Văn-Giai Phẩm. Alors que la Première Guerre d'Indochine touchait à sa fin et que certaines réformes de la nouvelle administration avaient abouti à des résultats désastreux, des voix dissidentes commencèrent à s'élever parmi ceux qui avaient soutenu le Việt Minh et réclamaient désormais la liberté de critiquer les méfaits du gouvernement. Bien que le gouvernement ait fini par admettre ses erreurs, le mouvement est rapidement passé de la critique du gouvernement à des attaques personnelles et à des appels à un remaniement majeur, provoquant un clivage entre les écrivains pro-gouvernementaux et les dissidents comme Lê Đạt ou Trần Dần. En fin de compte, Xuân Diệu, ainsi que Huy Cận et d'autres, prirent le parti du gouvernement ; dans une réponse cinglante publiée en mai 1958, il accusa des gens comme Lê Đạt, Hoàng Cầm et Trần Dần d'" individualisme capitaliste " et de " tenter d'empoisonner notre atmosphère de prose et de poésie, ce qui signifie que nous devrions les effacer, que nous devrions les purifier ". 

### Plus tard
Alors que les tensions entre le Nord et le Sud du Vietnam s'intensifiaient jusqu'à la guerre du Vietnam, Xuân Diệu a continué à écrire pour soutenir les efforts des communistes contre les forces américaines et sud-vietnamiennes. Il a également traduit divers écrivains de langue étrangère, dont Nâzım Hikmet, Nicolás Guillén et Alexandre Pouchkine. Ses premiers ouvrages d'analyse littéraire, publiés à la fin des années 1950 et tout au long des années 1960, ont exploré la signification culturelle de poètes vietnamiens classiques comme Nguyễn Du et Hồ Xuân Hương, cette dernière s'étant vu attribuer le sobriquet de "reine de la poésie nôm" qui est encore invoqué par d'autres écrivains des générations plus tard. 
Dans les deux dernières décennies de sa vie, Xuân Diệu est devenu un défenseur des jeunes écrivains. Il a écrit le livre Conversation avec les jeunes poètes en 1961 pour donner quelques conseils à la fois en tant qu'écrivain expérimenté et en tant que passionné qui souhaitait voir la poésie vietnamienne s'épanouir à l'avenir. 

### Mort
Xuân Diệu est décédé à son domicile le 18 décembre 1985. Ses funérailles ont eu lieu en présence de nombreux artistes vietnamiens de l'époque, dont l'ex-femme de Xuân Diệu, Bạch Diệp, et le compositeur Văn Cao. Xuân Diệu a été enterré au cimetière de Mai Dịch, dans la banlieue de Hanoï. 